# Diocèse de Växjö
Le diocèse de Växjö est l'un des diocèses de l'Église luthérienne de Suède. Son siège épiscopal se situe à la cathédrale de Växjö.
Son territoire s'étend sur l'essentiel des comtés de Jönköping, de Kronoberg et de Kalmar.

## Histoire
En 1915, le diocèse de Växjö absorbe le diocèse de Kalmar afin de permettre la création du diocèse de Luleå.